# Station Kalvsjø
Station Kalvsjø (Noors: Kalvsjø holdeplass) is een halte in Kalvsjø in de gemeente Lunner in  Noorwegen. De halte, uit 1932, ligt aan Roa-Hønefosslinjen. 
Nadat het personenvervoer tussen Oslo en Bergen vanaf 1990 via Drammen wordt afgewikkeld zijn alle stations lans de lijn tussen Hønefoss en Roa, en dus ook Kalvsjø, gesloten voor personenvervoer.